# Timaukel
Timaukel este o comună din provincia Tierra del Fuego, regiunea Magallanes, Chile, cu o populație de 204 locuitori (2012) și o suprafață de 10995,9 km2.